# Andrzej Krawczyk (lekkoatleta)
Andrzej Krawczyk (ur. 11 kwietnia 1976 w Płońsku) – polski lekkoatleta, dyskobol.

## Osiągnięcia
Mistrz Europy juniorów (Nyíregyháza 1995 – 58,22 m) i młodzieżowy mistrz Europy (Turku 1997 – 59,54 m). Trzeci zawodnik superligi Pucharu Europy (Florencja 2003 – 61,27 m). Wicemistrz Uniwersjady w Daegu (2003 – 60,70 m). Brązowy medalista Olimpijskiego Festiwalu Młodzieży Europy w pchnięciu kulą (1993 – 18,06 m; kula 5 kg). 6-krotny mistrz Polski (1996, 1997, 1998, 2002, 2003 oraz 2004).

## Rekordy życiowe
- rzut dyskiem – 65,56 m (11 lipca 2005, Norrtälje[1]) – 5. wynik w historii polskiej lekkoatletyki